# قلعه ده‌ملا
قلعه دهملا با نام محلی( تپه قلعه) واقع در مرکز روستای دهملا به سمت قلعه حاجی میباشد که به دست فرسایش و حفاری های بی مورد جهت یافتن گنج  کلا تخریب شده است . به علت نبود کارشناسی های لازم قدمت اثر و اینک به دستور چه کسی در چه دوارنی بنا شده اطلاعاتی در دسترس نیست.